# UFC 16
UFC 16: Battle in the Bayou è stato un evento di arti marziali miste organizzato dalla Ultimate Fighting Championship il 13 marzo 1998 a Kenner, Louisiana. L'evento è stato visto dal vivo in pay per view negli Stati Uniti e successivamente pubblicato su home video.

## Retroscena
UFC 16 prevedeva il primo torneo dei pesi welter UFC negli Stati Uniti (per combattenti di peso inferiore a 170 libbre/77 kg), oltre a un incontro per il campionato dei pesi massimi leggeri, un superfight dei pesi massimi e dei pesi massimi leggeri e due incontri alternativi in caso di infortunio nel torneo.
UFC 16 segnò la prima apparizione dell'influente combattente Pat Miletich, che avrebbe poi creato Miletich Fighting Systems. Tank Abbott è un commentatore ospite per Heavyweight Superfight.
L'incontro UFC Light Heavyweight Championship è stato annunciato come il più grande test del campione Frank Shamrock, con la star di Battlecade, Igor Zinoviev. Questa sarebbe stata l'ultima partita della carriera di Zinoviev, poiché ha subito un infortunio alla clavicola che ha posto fine alla carriera a causa del vittorioso KO slam di Shamrock.
Kimo Leopoldo è tornato in UFC a UFC 16 e ha combattuto contro il miglior combattente giapponese Tsuyoshi Kohsaka. Kimo ha dominato la prima parte del combattimento ma ha iniziato a stancarsi e alla fine ha perso il combattimento con decisione.

## Risultati
- Eventuale ripescaggio nel torneo dei Pesi Leggeri:  Laverne Clark contro  Josh Stewart

Clark sconfisse Stewart per KO Tecnico (pugni) a 1:15.
- Eventuale ripescaggio nel torneo dei Pesi Leggeri:  Chris Brennan contro  Courtney Turner

Brennan sconfisse Turner per sottomissione (armbar) a 1:20.
- Semifinale del torneo dei Pesi Leggeri:  Mikey Burnett contro  Eugenio Tadeu

Burnett sconfisse Tadeu per KO Tecnico (pugni) a 9:46. Causa frattura di un dito Burnett non poté proseguire il torneo e venne sostituito da Chris Brennan.
- Semifinale del torneo dei Pesi Leggeri:  Pat Miletich contro  Townsend Saunders

Miletich sconfisse Saunders per decisione divisa.
- Incontro categoria Pesi Medi:  Jerry Bohlander contro  Kevin Jackson

Bohlander sconfisse Jackson per sottomissione (armbar) a 10:21.
- Finale del torneo dei Pesi Leggeri:  Pat Miletich contro  Chris Brennan

Miletich sconfisse Brennan per sottomissione (strangolamento) a 9:01 e vinse il torneo dei pesi medi UFC 16.
- Incontro categoria Pesi Massimi:  Tsuyoshi Kosaka contro  Kimo Leopoldo

Kosaka sconfisse Leopoldo per decisione unanime.
- Incontro per il titolo dei Pesi Medi:  Frank Shamrock (c) contro  Igor Zinoviev

Shamrock sconfisse Zinoviev per KO (body slam) a 0:22 e mantenne il titolo dei pesi medi, poi rinominati in pesi mediomassimi.